# Psjavi
Psjavi (Georgisch: ფშავი) is een etnografische streek in het noordoosten van Georgië en maakt deel uit van de gemeente Doesjeti in de regio Mtscheta-Mtianeti.

## Geografie

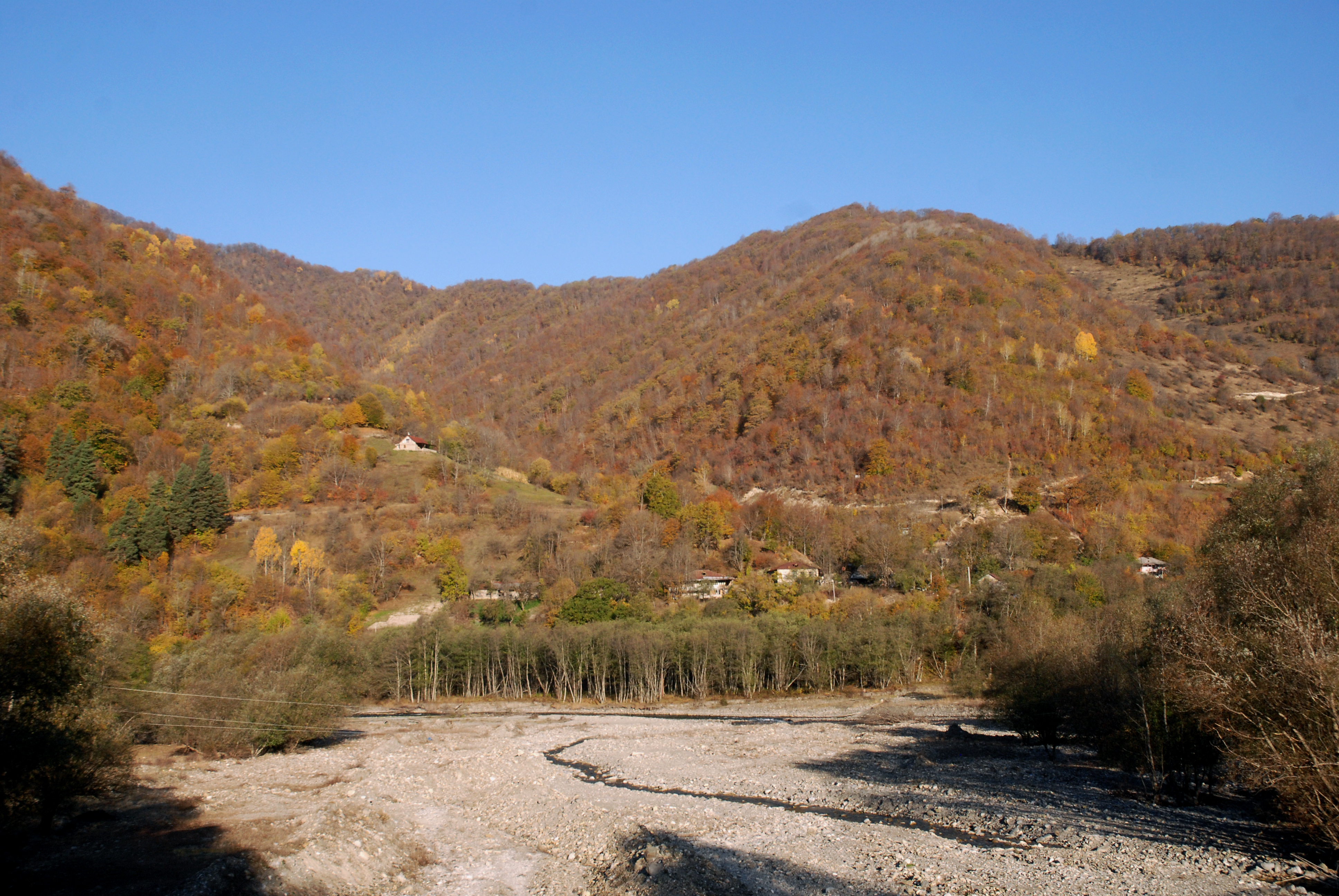
De Psjavi-Aragvi in Tsinapsjavi met zicht op het dorp Sjarachevi.

De streek Psjavi is gesitueerd in het stroomgebied van de Psjavi-Aragvi, een van de vier bronrivieren van de Aragvi. Het gebied wordt geografisch begrensd door het Goedamakarigebergte in het westen, de hoofdkam van de Grote Kaukasus in het noorden en het Kartligebergte in het oosten. Het wordt in het zuiden begrensd door het Zjinvali-reservoir.
Psjavi grenst aan de culturele en etnografische streken Mtioeleti in het westen, Chevsoeretië in het noorden en Ertso-Tianeti. In het uiterste noordoosten grenst de streek aan Toesjeti. De hoogte is ongeveer 1000 tot 3000 meter boven zeeniveau en loopt af van noord naar zuid. Psjavi is verdeeld in twee delen. Het noordelijke deel vanaf de bron van de Psjavi-Aragvi tot aan Ortskalki heet Oekanapsjavi, het zuidelijke deel heet Tsinapsjavi.

## Geschiedenis
In de vroege middeleeuwen werd de streek als een geheel met Chevsoeretië beschreven als Pchova (ფხოვ), Pas in de late middeleeuwen werden de namen Psjavi en Chevsoeretië aangenomen voor de respectievelijke gebieden.
Tegenwoordig is Psjavi verdeeld in twee delen. Het noordelijke deel vanaf de bron van de Psjavi-Aragvi en de kam van de Grote Kaukasus tot aan de samenvloeiing met de Chevsoer-Aragvi heet Oekanapsjavi, het zuidelijke deel heet Tsinapsjavi. In de 16e eeuw ontstond Tsinapsjavi als gevolg van de migratie van de Psjavali (de bewoners van Psjavi) van Oekanapsjavi naar het lagere Tsinapsjavi. Het oorspronkelijke Psjavi werd omgedoopt tot Oekanapsjavi.
Deze tweedeling is ook de hedendaagse basis voor de gemeentelijke indeling in dorpsgemeenschappen: het noorden vormt de dorpsgemeenschap (temi) Oekanapsjavi en bestaat uit dertien nederzettingen. Het zuidelijke deel is de dorpsgemeenschap Magaroskari, bestaande uit 17 nederzettingen.

### Religie

Het Lasja-kruis.

In het verleden bestond Psjavi uit elf territoriale gemeenschappen, die feitelijk clangemeenschappen waren. Dat Oekanapsjavi de oorspronkelijke verblijfplaats van de Psjavali was, blijkt ook uit de belangrijkste nederzettingsgebieden van de elf Psjavali-gemeenschappen en hun heiligdommen die zich in Oekanapsjavi bevonden. Ahoewel de Psjavali en andere Georgische bergvolken zichzelf als christenen beschouwden, drong het christendom slechts beperkt door. Ze hingen in feite syncretische overtuigingen aan, die een mengeling waren van de oude Georgische pre-christelijke religie en het christendom
Er zijn dan ook geen middeleeuwse christelijke kerken in het gebied. De bevolking bad bij lokale kruizen, waarvan een een groot deel de namen van christelijke heiligen droeg. Tamar van Georgië, de koningin op het hoogtepunt van het verenigde koninkrijk Georgië, werd in het gebied aanbeden. Elke gemeenschap had zijn eigen heiligdom, maar tegelijkertijd had men ook een gemeenschappelijk heiligdom, het belangrijkste. Deze droeg de naam van Tamar's zoon, koning Lasja IV, een indicatie van de nauwe band en verbondenheid van Psjavi met de centrale regering.

### Feodale relatie

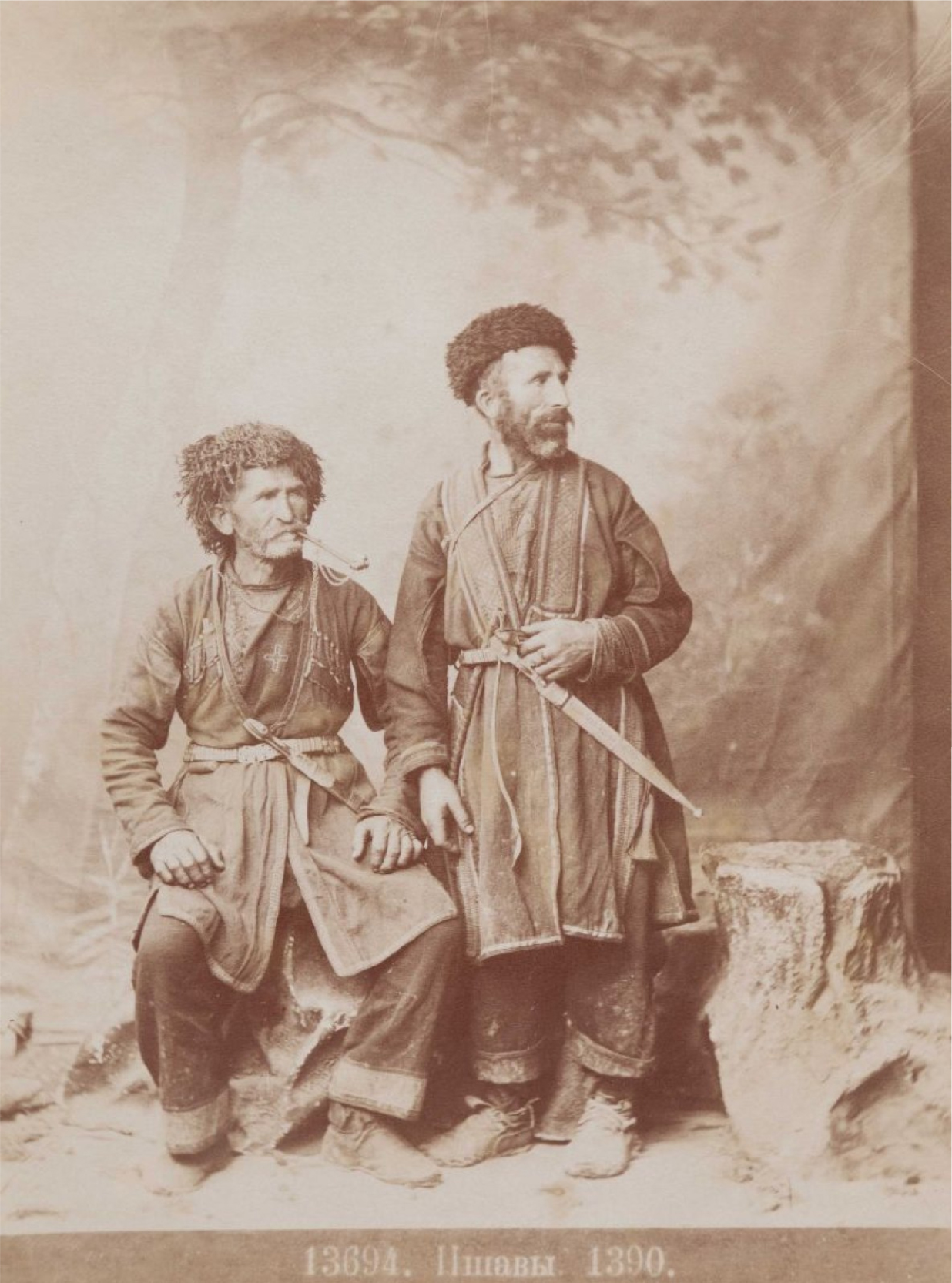
Psjavi-bewoners in de 19e eeuw.

De Psjavali kwamen samen met andere Georgische bergbewoners zoals Chevsoeren en Toesjeten de bewoners van Kacheti te hulp in hun opstand tegen de Safawieden, die het koninkrijk Kachetië op dat moment controleerden en duizenden Turkmenen in het gebied wilden vestigen. De slag bij Bachtrioni (bij Achmeta) in 1659 tegen de Kizilbasj, de militante steunpilaar van de Safawieden, werd een overwinning voor de Georgische bergvolken.
De strijd tegen buitenlandse indringers in Kachetië was voor de bergvolken belangrijk omdat de vruchtbare regio en met name de Alazani-vallei belangrijk was voor de ontwikkeling van hun landbouwsector. De bergvolken waren in het verleden weliswaar onderworpen aan de vorsten van Kachetië, maar ze kregen daarbij het recht om hun kuddes in de lage delen Kachetië te grazen. Ze hoefden daarbij geen feodale gelden te betalen. Daartegenover stond wel verplichte militaire dienst en de wacht bij het koninklijk hof in Telavi.
Vanaf de late middeleeuwen had het Georgische koninklijke hof, de Bagrationi, een relatie gevormd met de Psjavali en andere bergvolken die was gebaseerd op lokale bergtradities. Het hof maakte gebruik van het zweren van broederschap tussen verschillende berggemeenschappen, wat betekende dat men wederzijds beloofde elkaar te helpen. Ook de Bagrationi verklaarden zichzelf broeders van de bergvolkeren en hun heiligdommen. Daarnaast werden de berggemeenschappen beloond met extra weilanden, onroerend goed of wijngaarden voor hun verdiensten in veldslagen. Het feitelijk vrij autonome Psjavi werd zo door de regering van de koning betrokken bij het staatsleven.

## Beschermde status
In 2016 begon de Georgische overheid met het onderzoeken van de mogelijkheid om Psjavi officieel de status van "Beschermd Landschap" te verlenen. In 2014 werd het Nationaal park Psjavi-Chevsoeretië opgericht in een deel van Psjavi.